# Saint-Plaisir
Saint-Plaisir ist ein zentralfranzösischer Ort und eine Gemeinde (commune) mit 423 Einwohnern (Stand 1. Januar 2022) im Département Allier im Norden der Region Auvergne-Rhône-Alpes.

## Lage
Der Ort Saint-Plaisir liegt in fruchtbaren und waldreichen Landschaft des Bourbonnais in einer Höhe von etwa 260 Metern ü. d. M. Die Stadt Moulins befindet sich ca. 33 Kilometer (Fahrtstrecke) südöstlich; die im südlichen Burgund gelegene Stadt Nevers liegt etwa 57 Kilometer nordöstlich. Zur Gemeinde gehören mehrere Weiler (hameaux) und Einzelgehöfte.

## Bevölkerungsentwicklung
| Jahr                       | 1962 | 1968 | 1975 | 1982 | 1990 | 1999 | 2006 | 2012 | 2019 |
| Einwohner                  | 781  | 677  | 525  | 511  | 388  | 443  | 417  | 400  | 376  |
| Quellen: Cassini und INSEE |      |      |      |      |      |      |      |      |      |

Im 19. Jahrhundert stieg die Zahl der Einwohner von etwa 1000 auf über 1600 an; aufgrund der Reblauskrise im Weinbau und der Mechanisierung der Landwirtschaft sank die Einwohnerzahl der Gemeinde danach kontinuierlich bis auf die Tiefststände der letzten Jahrzehnte ab.

## Wirtschaft
Jahrhundertelang lebten die meist vom Kloster abhängigen Einwohner von Saint-Plaisir als Selbstversorger von der Landwirtschaft, zu der auch der Weinbau gehörte; hinzu kamen regionaler Kleinhandel und Handwerk. Während der Reblauskrise gegen Ende des 19. Jahrhunderts kam der Weinbau zeitweilig völlig zum Erliegen, doch werden mittlerweile wieder Rot-, Rosé- und Weißweine produziert, die über die Appellation ‚Val de Loire‘ vermarktet werden. Einige der leerstehenden Häuser des Ortes wurden zu Ferienwohnungen (gîtes) umgebaut.

## Geschichte
Zur Geschichte des Ortes ist nur wenig bekannt. Er lag an einer Römerstraße, die das heutige Bourbon-l’Archambault (Aquae Bormonis) mit Bourges (Avaricum) verband, doch sind bislang auf dem Gemeindegebiet kaum archäologische Spuren aus dieser Zeit entdeckt worden. 
Aus dem frühen Mittelalter ist die Existenz einer kleinen benediktinischen Ordensgemeinschaft überliefert, die dem Priorat von Souvigny unterstellt war. Im Jahr 1300 ist der Name Sancti Placidi urkundlich erwähnt; der heutige Ortsname erscheint erstmals im Jahr 1403. Am 6. August 1944 wurden zehn jugendliche Résistance-Kämpfer von der deutschen Wehrmacht standrechtlich erschossen – ein Gedenkstein (Stèle de la Bouillole) erinnert daran.

## Sehenswürdigkeiten
Siehe auch: Liste der Monuments historiques in Saint-Plaisir
Die Pfarrkirche Sainte-Plaçide ist ein recht großer dreischiffiger, aber ursprünglich nur mit einer quadratischen Apsis ausgestatteter Bau des 12. Jahrhunderts. Auch fehlen der von einem gedrungen wirkenden und erst im 13. Jahrhundert hinzugefügten Glockenturm über dem letzten den Joch des Mittelschiffs überhöhten Kirche – vom tiefgestaffelten spätromanischen Archivoltenportal abgesehen – jegliche Zierelemente. Das Mittelschiff ist spitztonnengewölbt; die Seitenschiffjoche haben Kreuzgratgewölbe. Im 14. Jahrhundert erhielt die Apsis zwei seitliche Kapellenanbauten. Das Kirchenbauwerk wurde im Jahr 1926 als Monument historique anerkannt.